# Drženice
Drženice (Hongaars: Derzsenye) is een Slowaakse gemeente in de regio Nitra, en maakt deel uit van het district Levice.
Drženice telt 398 inwoners.